# Peuples préceltiques
 (décembre 2009).
Si vous disposez d'ouvrages ou d'articles de référence ou si vous connaissez des sites web de qualité traitant du thème abordé ici, merci de compléter l'article en donnant les références utiles à sa vérifiabilité et en les liant à la section « Notes et références ».

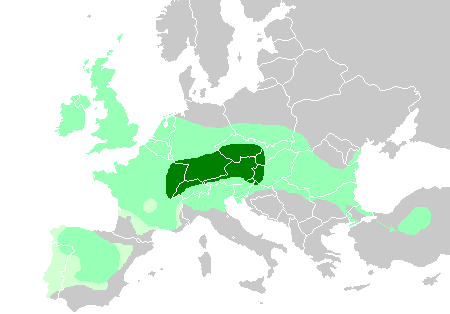
Expansion celte vers -250, à partir de Hallstatt vers -500.

Les peuples préceltiques sont les populations qui vivaient en Europe durant l'Âge du bronze final puis l'Âge du fer, avant l'expansion des Celtes au début de l'époque laténienne. Ils nous sont connus principalement par les écrits grecs et romains, et pour certains d'entre eux par leurs traces archéologiques. La rareté des témoignages écrits rend très difficile l'étude de l'origine de ces peuples et de leurs liens de parenté éventuels.

## Péninsule Ibérique et Gaule
Strabon décrit notamment les peuples d'Hispanie et des Gaules. 
Dans la péninsule Ibérique, on trouve les Ibères, les Cynésiens, les Turdétans (vallée inférieure du Guadalquivir), les Mastianis, les Ilergetes (actuelles provinces de Lérida et de Huesca) et les Vascons (région de Pampelune).
Le terme Celtibères, lui, fait généralement référence aux peuples vivant dans le centre et l'ouest de la péninsule ibérique. Strabon mentionne les Celtici, peuple d'origine celtique dans le sud-ouest de la péninsule.
Dans le sud de la future Gaule vivent les Aquitains, les Ibéro-Ligures et les Ligures.

## Italie
La péninsule italienne est habitée par les Étrusques, les Rhètes et les peuples italiques (Vénètes, Ombriens, Osques, Latins, Volsques).
La Sicile est répartie entre trois peuples, les Sicanes, les Élymes, les Sicules.
La Sardaigne et la Corse se partagent les Ilienses, les Bàlari et la culture torréenne (voir aussi la culture nuragique).

## Balkans et Grèce
L'Illyrie est occupée par les Iapydes, les Liburnes, les Taulantiens.
L'actuelle Bulgarie a comme principaux habitants les Odryses (des Thraces).
La Grèce est habitée alors d'abord par les Pélasgiens, puis par les Grecs.

## Europe centrale et orientale
Dans la future Pannonie, on trouve les Agathyrses.
Dans l'actuelle Roumanie, ancienne Dacie, on trouve les Gètes ou Daces.
Au nord et au-delà des Carpates, on trouve les Bastarnes, les Scythes, les Androphages, les Mélanchlènes, les Budins, les Sauromates.
Dans le Caucase vivent les Mosques.

## Sources